# 페 팡 깨오
페 팡 깨오(태국어: เฟย์ ฟาง แก้ว, 영어: Faye Fang Kaew)는 태국의 걸 그룹이다.